# Euphorbia iancannellii
Euphorbia iancannellii es una especie fanerógama perteneciente a la familia de las euforbiáceas.  Es originaria de  Angola.

## Taxonomía
Euphorbia iancannellii fue descrita por Peter Vincent Bruyns y publicado en Taxon 55: 413. 2006.
Etimología
Euphorbia: nombre genérico que deriva del médico griego del rey Juba II de Mauritania (52 a 50 a. C. - 23), Euphorbus, en su honor – o en alusión a su gran vientre –  ya que usaba médicamente Euphorbia resinifera. En 1753 Carlos Linneo asignó el nombre a todo el género.
iancannellii: epíteto otorgado  en honor de Ian C. Cannell quien recolectó la planta por primera vez.
Sinonimia
- Monadenium cannellii L.C.Leach	[5][6]